# Кербуга
Кербуга (арап. كربغا‎, турски: Kürboğa) био је атабег Мосула током Првог крсташког рата.

## Први крсташки рат
Након Балдуиновог заузимања Грофовије Едесе, Кербуга неуспешно покушава да му је преотме. У тим нападима изгубио је три недеље. Када је увидео да неће успети освојити Едесу, окренуо је војску ка Антиохији. Са управником Антиохије, Јаџи Сијаном, склопио је договор да му помогне у борби са крсташима, а за узврат добија град Алепо. Крсташи су опоменути од Балдуина да им се приближава велика Кербогина војска, што је утицало на многе да дезертирају из војске. Дана 2. јуна 1098. године дезертирао је Стефан од Блоа. Исте ноћи крсташи су успели да, захваљујући издаји стражара Фируза кога је Боемунд платио да му помогне да се попне на кулу, упадну у Антиохију и освоје град. Кербуга је са својим јединицама стигао само дан касније и опколио град. 
Крсташи су, опсађени, умирали од глади и болести. Боемунд је одлучио да покуша да разбије опсаду. Битка се одиграла 28. јуна. Крсташи су страховито потукли Кербогину војску. Сва кривица због пораза бачена је на Кербугу који је начинио читав низ грешака. Између осталог, дозволио је крсташкој војци да комплетна изађе из града и да се постави у борбену формацију уместо да их напада онако како су излазили. Из неког протеста, емири су одбијали да га послушају и нападају онда када им је било наређено. 
Чим је чуо за овај пораз, египатски султан је послао војску и преотео Јерусалим од Турака.